# Cassilandia (tiểu vùng)
Cassilandia là một tiểu vùng thuộc bang Mato Grosso do Sul, Brasil. Tiều vùng này có diện tích 13223 km², dân số năm 2007 là 47197 người.